# Torun (Name)
Torun (türk. für „Enkel“) ist ein türkischer männlicher Vorname, der auch als Familienname auftritt, sowie als Variante von Torunn ein norwegischer weiblicher Vorname.

## Namensträger

### Weiblicher Vorname
- Vivianna Torun Bülow-Hübe (1927–2004), schwedische Schmuckdesignerin
- Torun Eriksen (* 1977), norwegische Sängerin
- Torun Lian (* 1956), norwegische Autorin und Regisseurin

### Türkischer Familienname
- Derya Torun (* 1980), deutsche Boxerin
- Emre Torun (* 1993), türkischer Fußballspieler
- Murat Torun (* 1994), türkischer Fußballspieler
- Selçuk Torun (* 1969), türkischstämmiger deutscher Filmkomponist
- Tunay Torun (* 1990), deutsch-türkischer Fußballspieler
- Veli Torun (* 1988), türkischer Fußballspieler